# Terrorangrebet den 22. juli 1985
Terrorangrebet den 22. juli 1985 var Danmarks første terrorangreb i nyere tid, da to terrorbomber eksploderede i København. Den gruppe, der i 1985 sprængte to bomber mod et amerikansk flyselskab og synagogen i København, holdt til i Uppsala i Sverige. Forud for terroraktionen 22. juli 1985 var der ingen trusler og tilsyneladende ikke andet motiv, end at terroristerne i København kunne få ram på de to landes interesser på behørig afstand.
Senere fandt politiet et fingeraftryk på en af bomberne, hvilket førte til anholdelsen af den islamiske terrorist Mohammed Abu Talb, og den 21. december 1989 blev Abu Talb, Marten Imandi (en palæstinensisk-født svensk statsborger) og brødrene Mahmoud og Moustafa al-Mougrabi dømt ved en domstol i Uppsala for en række bombeattentater i København og Amsterdam – begået i 1985. Abu Talb og Imandi blev hver idømt livsvarigt fængsel, mens Mougrabi-brødrene henholdsvis blev idømt seks år og et års fængsel for deres medvirken i terrorangrebene. Den 5. oktober 2007 blev Abu Talbs og Marten Imandis livstidsdomme fra 1989 omstødt til en straf på 30 års fængsel. I oktober 2009 blev det rapporteret at Abu Talb var blevet løsladt fra fængslet i Södertälje (dømte i Sverige løslades normalt efter afsoning af to tredjedele af straffen). Alle fire terrorister havde tilknytning til den palæstinensiske terrororganisation Islamisk Jihad.
Terroraktionen, hvor 1 blev dræbt og 32 såret, blev betegnet som den alvorligste i Danmarkshistorien indtil skudepisoderne i København i februar 2015.

## Terrorangrebene

### Bomben ved Northwest Orient Airlines
Klokken 10.27 blev en bombe bragt til sprængning foran det amerikanske luftfartsselskab Northwest Orient Airlines' kontor i Imperialbygningen på Vester Farimagsgade på Vesterbro i København. De der blev hårdest ramt af bombeangrebet, var fire algiere og en jordaner, der kom cyklende ved Imperial-biografen, netop som bomben eksploderede. Algierne var muslimer, to af dem brødre og turister i København, og deres familier stammede fra byen Constantine i Algeriet. De havde været i København i nogle dage og var Rached Hamdi, Ali Bahria, Ferhat Sarouk og Ibrahim Ztouchi. Rached Hamdi blev et flammehav og godt 85 procent af hans hud var brændt bort. En af de algierske brødre havde fået godt 50 procent af huden brændt bort, mens de sidste to havde lettere kvæstelser.
Den 27-årige Hamdi døde den 11. august 1985 på Hvidovre Hospital, da en virusinfektion i brandsårene udviklede sig fatalt. Yderligere en blev hårdt kvæstet – en jordaner med dansk statsborgerskab ved navn Ramadan Abu Haniyeh, som kom kørende på sin cykel forbi Imperial-biografen, netop som bomben gik af. Han blev såret og fik metalsplinter i øjnene. Politiet nærede en kort overgang mistanke om, at de sårede mænd kunne være terrorister, men man gik hurtigt bort fra den teori.
De ni medarbejdere og kunder på kontoret slap alle med snitsår.
I alt blev 25 mennesker kvæstet ved terrorbomben hos Northwest Orient Airlines.
Når det ikke gik værre, skyldes fdet formentlig, at kufferten med bomben var placeret tæt på en 40 cm høj marmorkant, der tog en del af trykket fra eksplosionen.

### Bomben ved synagogen
Mens politi og redningsmandskab er i gang på Vester Farimagsgade eksploderer en ny bombe - blot ti  minutter efter bomben hos Northwest Orient Airlines. Denne gang ved Det mosaiske Troessamfunds synagoge i Krystalgade i det indre København. Synagogens egetræsdør og samtlige ruder bliver blæst ud. Ingen er til stede i synagogen.
Bomben var meget kraftig og blæste også ruderne ud i nabobygningerne, herunder det jødiske plejehjem Meyers Minde, der ligger ved siden af synagogen. I alt blev syv personer lettere kvæstet, men kommer ikke alvorligt til skade trods de mange glassplinter.

### Bombeforsøg hos El Al på Vesterbrogade
Et par minutter i klokken 11.00 er terroristerne på spil igen.
En terrorist placerer en kuffert op af den bygning på Vesterbrogade, hvor det israelske luftfartsselskab El Al har sit danske kontor. Da terroristen har sat kufferten og skal til at vende sig om for at stikke af, står der en ældre dame og kigger på ham. "Unge mand, De glemte Deres taske," siger den ældre dame, og i panik griber terroristen kufferten og forsvinder fra stedet. Han spadserer derefter omtrent to en halv kilometer gennem Københavns indre by med en kraftig bombe i hånden. Flere vidner lægger mærke til den nervøse mand med kufferten på hans vej mod Kongens Nytorv, hvor han går i retning mod Nyhavn og smider kufferten i kanalens grumsede vand. Herefter tager han flugten med flyvebåd til Sverige.
Da politiet senere fisker kufferten op af Nyhavn, hvor den er set i forbindelse med en kanalrundfart og sender den til undersøgelse, viser det sig, at bomben i kufferten er langt kraftigere end de to bomber, der detonerede. Terroristernes sidste bombe skulle have fuldbyrdet en nøje tilrettelagt aktion mod jødiske og amerikanske interesser i den danske hovedstad. Bomben indeholdt 15 kg sprængstof.

## Efterspillet
Politiet er længe på bar bund i sagen. På et tidspunkt anholdes ni libanisere på et asylcenter i Blokhus, men mistanken mod dem opgives hurtigt.
Selv om sporene peger mod Sverige, skal der gå tre år, før der sker et gennembrud i efterforskningen. Martin Imandi bliver anholdt i Rødbyhavn, da han forsøger at smugle tre personer ind i landet. Hans fingeraftryk viser sig at være identisk med det, man fandt på bombekufferten i Nyhavn.
I 1989 fængsles de tre yderligere gerningsmænd i Uppsala. De nægter sig skyldige, men Mahmoud El Moughrabi tilstår til sidst. I december 1989 idømmes Mohammed Abu Talb og Marten Imandi idømt fængsel på livstid. De blev kendt skyldige i lignende attentater udført i Stockholm og Amsterdam. De to brødre får et år og seks års fængsel for medvirken. 